# Amphiarius rugispinis
Amphiarius rugispinis är en fiskart som först beskrevs av Valenciennes, 1840.  Amphiarius rugispinis ingår i släktet Amphiarius och familjen Ariidae. Inga underarter finns listade i Catalogue of Life.